# Quenya
Quenya (pronunciado [ˈkʷɛɲja]) é uma língua construída, criada por J. R. R. Tolkien para os Elfos em sua mitologia da Terra-média.
Tolkien começou a desenvolver a língua por volta de 1910, revisando sua gramática várias vezes até alcançar sua forma definitiva. O vocabulário permaneceu relativamente estável durante o processo de criação. Ele alterou o nome da língua ao longo do tempo, passando de Elfin e Qenya até chegar a Quenya. A língua finlandesa foi uma grande fonte de inspiração, mas Tolkien também dominava latim e inglês antigo, além de conhecer grego, galês (a principal inspiração para o  Sindarin, outra grande língua élfica de Tolkien) e outras línguas antigas, como o gótico, que influenciaram o desenvolvimento do Quenya.
Tolkien criou uma complexa história interna para os personagens que falavam suas línguas élficas em seu universo fictício. Ele acreditava que suas línguas evoluíam com o tempo, assim como as línguas históricas que estudava profissionalmente, não de forma isolada, mas como resultado das migrações e interações dos povos que as falavam.
No legendário de Tolkien, o Quenya é uma das muitas  línguas élficas faladas pelos Elfos imortais, chamados Quendi ("falantes") em Quenya. O termo Quenya significa simplesmente "língua" ou, em contraste com outras línguas que os Elfos encontraram mais tarde em sua longa história, "língua élfica". Após a cisão dos Elfos, o Quenya surgiu como a língua de dois clãs de "Altos Elfos" ou Eldar, os Noldor e os Vanyar, que deixaram a Terra-média para viver em Eldamar ("Lar Élfico"), em Valinor, a terra dos imortais e divinos Valar. Desses dois grupos, a maioria dos Noldor retornou à Terra-média, onde encontrou os Elfos Cinzentos, falantes de Sindarin. Os Noldor acabaram adotando o Sindarin, reservando o Quenya principalmente para usos rituais ou poéticos, enquanto os Vanyar que permaneceram em Eldamar mantiveram o uso do Quenya.
Assim, a língua Quenya simbolizava o elevado status dos Elfos, os primogênitos das raças da Terra-média, devido à sua forte conexão com Valinor. Sua diminuição de uso também representava o declínio gradual da cultura élfica na Terra-média. Durante a Segunda Era da cronologia da Terra-média, os Homens de Númenor aprenderam o Quenya. Na Terceira Era, período em que se passa O Senhor dos Anéis, o Quenya era aprendido como uma segunda língua por todos os Elfos de origem Noldorin e continuava a ser usado tanto na fala quanto na escrita, embora sua língua materna fosse o Sindarin dos Elfos Cinzentos. Com a permanência dos Noldor na Terra-média, o dialeto Noldorin do Quenya também se afastou gradualmente do dialeto Vanyarin falado em Valinor, sofrendo mudanças fonéticas e gramaticais.
O Quenya aparece de forma destacada em O Senhor dos Anéis de Tolkien, bem como em sua história póstuma da Terra-média, O Silmarillion. O texto mais longo em Quenya publicado por Tolkien durante sua vida é o poema "Namárië"; outros textos publicados são breves, com no máximo algumas frases. Após sua morte, Tolkien deixou diversos escritos inéditos sobre o Quenya, que estudiosos posteriormente organizaram e publicaram em revistas especializadas como Parma Eldalamberon e Vinyar Tengwar, acompanhados de análises acadêmicas e linguísticas da língua. Tolkien nunca desenvolveu um vocabulário extenso o suficiente para permitir conversas em Quenya, mas fãs têm escrito poesias e prosas na língua desde a década de 1970, o que exigiu conjecturas e a criação de novas palavras, resultando em uma espécie de língua neo-Quenya.

## História externa
J. R. R. Tolkien começou a criar sua primeira língua élfica por volta de 1910–1911, enquanto estudava na King Edward's School, Birmingham [en]. Inicialmente, ele a chamou de Qenya (por volta de 1915), alterando mais tarde a grafia para Quenya. Nessa época, Tolkien já tinha familiaridade com latim, grego, espanhol e várias línguas germânicas antigas, como gótico, nórdico antigo e inglês antigo. Ele já havia inventado diversos códigos criptográficos e duas ou três línguas construídas. Seu interesse pela mitologia finlandesa do Kalevala o levou a conhecer o finlandês, que ele considerou uma inspiração esteticamente agradável para sua língua alto-élfica. Anos depois, Tolkien escreveu: "Foi como descobrir uma adega repleta de garrafas de um vinho extraordinário, de um tipo e sabor nunca provados antes. Isso me deixou completamente fascinado." Sobre a inspiração para o Quenya, Tolkien declarou:
| “ | Os ingredientes do Quenya são variados, mas foram trabalhados para formar um caráter consistente, não exatamente igual a qualquer língua que eu conheça. O finlandês, que descobri quando comecei a construir uma 'mitologia', foi uma influência dominante, embora isso tenha diminuído [no Quenya tardio]. Ele persiste em algumas características: como a ausência de combinações consonantais no início das palavras, a falta de consoantes oclusivas sonoras b, d, g (exceto em mb, nd, ng, ld, rd, que são preferidas) e a predileção por terminações como -inen, -ainen, -oinen. Também em aspectos gramaticais, como os sufixos flexionais -sse (repouso em ou no), -nna (movimento para ou em direção a) e -llo (movimento a partir de); os possessivos pessoais são expressos por sufixos, e não há gênero. | ” |

Tolkien nunca pretendeu que o Quenya ou qualquer uma de suas línguas construídas fosse usado na vida cotidiana como uma língua auxiliar internacional, embora apoiasse a ideia do esperanto como língua auxiliar na Europa. Com o Quenya, ele buscava um duplo objetivo estético: ser "clássico e flexionado". Esse impulso foi uma das principais motivações para sua criação de uma 'mitologia' [en]. Ao desenvolver a língua, Tolkien sentiu que ela precisava de falantes com sua própria história e mitologia, o que, segundo ele, daria à língua seu "sabor característico". Segundo Tolkien, O Senhor dos Anéis "teve uma inspiração primariamente linguística e foi iniciado para fornecer o necessário pano de fundo histórico para as línguas élficas". Esse processo de criar primeiro uma língua e depois um cenário para seus falantes fictícios é considerado único.
A estudiosa de Tolkien Dimitra Fimi [en] argumenta que a invenção do Qenya começou como uma busca pela língua ideal, alinhada aos objetivos morais e estéticos de seu projeto de criar "uma mitologia para a Inglaterra". Fimi sugere que Tolkien usou deliberadamente o simbolismo fonético para unificar som e significado, tornando a língua um ideal adequado para ser falado no reino utópico dos Elfos e fadas de Valinor. Tolkien considerava o Quenya "a única língua desenhada para expressar meu gosto fonético mais característico".
Desde o início, Tolkien utilizou a filologia comparada e o modelo de árvore [en] como ferramentas principais em suas línguas construídas. Ele geralmente começava com o sistema fonológico da protolíngua e, em seguida, desenvolvia para cada língua derivada [en] a sequência necessária de mudanças sonoras [en]. "Acho a construção e a inter-relação das línguas um prazer estético em si, independentemente de O Senhor dos Anéis, do qual, na verdade, isso foi e é independente", escreveu ele.

### Desenvolvimento
Ao longo de sua vida, Tolkien experimentou incansavelmente com suas línguas construídas, submetendo-as a inúmeras revisões. O quenya passou por diversas gramáticas, com diferenças significativas entre as fases de seu desenvolvimento. Na primeira etapa conceitual, chamada de quenya inicial (c. 1910 a c. 1920), a língua era conhecida como Elfin em inglês e Eldarissa no próprio quenya. Embora seu desenvolvimento tenha sido contínuo, o quenya sofreu grandes reformulações em sua gramática, especialmente na conjugação e no sistema pronominal. O vocabulário, por outro lado, não foi alvo de mudanças abruptas ou drásticas. Tolkien ocasionalmente alterava o significado de uma palavra, mas raramente a descartava após criá-la, preferindo refiná-la e criar inúmeros sinônimos. Além disso, a etimologia élfica estava em constante evolução. Tolkien dedicava-se com entusiasmo à invenção de novos étimos para o vocabulário do quenya. Após a publicação de O Senhor dos Anéis (concluído entre 1949 e 1950, publicado entre 1954 e 1955), as regras gramaticais do quenya sofreram poucas alterações, e essa versão passou a ser conhecida como quenya tardio (c. 1950–1973).
A grafia Qenya é por vezes usada para diferenciar o quenya inicial das versões posteriores. O qenya diverge do quenya tardio por possuir uma história interna, vocabulário e regras gramaticais distintos, conforme descrito no "Qenyaqetsa". Exemplos incluem um acusativo diferente ou a eliminação de grupos consonantais finais no quenya tardio. Fimi sugere que o qenya, conforme apresentado no "Qenyaqetsa", seria uma língua mística, pois o léxico contém palavras com claras conotações religiosas cristãs, como anatarwesta ("crucificação") e evandilyon ("evangelho") – termos que não aparecem no quenya tardio.
No início da década de 1930, Tolkien decidiu que a protolíngua dos elfos era o  Valarin, a língua dos deuses, ou Valar, como ele os chamava: "A língua dos elfos derivou originalmente dos Valar, mas eles a modificaram já durante o aprendizado e, além disso, a enriqueceram e alteraram constantemente com suas próprias invenções." Nas Tabelas Comparativas, Tolkien descreveu os mecanismos de mudança sonora para as línguas derivadas: Qenya, Lindarin (um dialeto do qenya), Telerin, Noldorin Antigo (ou Fëanorian), Noldorin (ou Gondoliniano), Ilkorin (especialmente de Doriath), Daniano de Ossiriand, Daniano Oriental, Taliska, Lemberin Ocidental, Lemberin Setentrional e Lemberin Oriental. Para essa protolíngua élfica, Tolkien parece ter se inspirado no sistema de cinco oclusivas do proto-indo-europeu [en], ancestral do Sânscrito, grego, latim e outras línguas, composto por uma labial, uma coronal e três velares (palatal, simples e labial). A tabela abaixo apresenta algumas das "Combinações Iniciais Primárias" das Tabelas Comparativas.
Outra característica do quenya que remete a línguas naturais antigas, como o grego antigo, o inglês antigo ou o sânscrito, é o número gramatical dual, usado além do singular e do plural. Sugere-se que Tolkien tenha empregado o dual para conferir ao quenya uma sensação de arcaísmo, refletindo seu papel como a antiga língua dos elfos.
| Valarin | Qenya         | Lindarin | Telerin |
| ------- | ------------- | -------- | ------- |
| mb      | m, umb        | m, umb   | m, emb  |
| nd      | n, and        | n, and   | n, end  |
| ŋg      | ŋ > n, ing    | n, ing   | ŋg, eng |
| ŋgj     | ny, iny, indy | ñ, ind   | g, ang  |
| ŋgw     | ŋw > nw, ungw | m, ungw  | m, emb  |

Cerca de dez anos depois, Tolkien mudou de ideia sobre a origem da protolíngua élfica. Em vez de derivar dos Valar, os elfos teriam criado uma língua original chamada Quenderin, que se tornou a protolíngua da família linguística élfica. Para essa nova língua, Tolkien manteve muitas das raízes que havia inventado para o Valarin na década de 1930, que então se tornaram "raízes Quenderin". A família linguística Eldarin inclui o Quenya, o Telerin, o Sindarin e o Nandorin. A evolução dos grupos nasais iniciais do Quenderin no quenya e no telerin é descrita por Tolkien no Esboço de Fonologia:
Esses grupos, no quenya, normalmente simplificaram-se em nasais no início. (No telerin, tornaram-se b, d, g.)
Assim:
1. mb- > m, como em *mbar- > Q. már 'habitação'.
2. nd- > n, como em *ndōrē > Q. nóre 'país'.
3. ñg- > ñ, como em *ñgolodō > Q. Ñoldo 'Noldo, Gnomo'.
4. ñgy > ny, como em *ñgyar- > Q. nyare 'recita'.
5. ñgw > ñw, como em *ñgwar- > Q. ñware (pronunciado qya) 'desgasta, consome'.

Diferentemente do qenya inicial, a gramática do quenya foi influenciada pelo finlandês, uma língua aglutinante, mas ainda mais pelo latim, uma língua sintética e flexiva, e também pelo grego, de onde provavelmente extraiu a ideia da diglossia do quenya, com sua variedade altamente codificada, a Parmaquesta, usada apenas em certas situações, como na literatura. A fonologia do quenya também foi inspirada em aspectos do finlandês, embora isso não seja facilmente reconhecível.
Tolkien quase nunca tomou palavras diretamente de línguas reais para o quenya. A grande exceção é o nome  Earendel/Eärendil, que ele encontrou em um poema em inglês antigo de Cynewulf [en]. Ainda assim, a influência finlandesa por vezes se estendia ao vocabulário. Algumas palavras do quenya, como tul- ("vir") e anta- ("dar"), têm origem claramente finlandesa. Outras formas que parecem ter sido emprestadas são, na verdade, coincidências, como o finlandês kirja ("livro") e o quenya cirya ("navio"). Tolkien inventou a raiz Valarin e Quenderin kir-, da qual derivou a palavra quenya cirya. O latim aurōra ("aurora") e o quenya aure ("momento de significado especial, dia especial, dia de festa") não têm relação. O quenya aurë provém da raiz Valarin e Quenderin ur-. A influência germânica é mais evidente na gramática (o sufixo plural nominativo -r lembra as línguas escandinavas) ou na fonologia do que no vocabulário: Arda, o nome quenya para "região", apenas por acaso se assemelha ao germânico Erde ("terra"), pois deriva da raiz Valarin e Quenderin gar-. Segundo Tom DuBois e Scott Mellor, o próprio nome Quenya pode ter sido influenciado pelo nome da língua kven, próxima ao finlandês, embora Tolkien nunca tenha mencionado isso.
Alguns linguistas argumentam que o quenya pode ser entendido como um exemplo de um tipo específico de língua artificial que ajuda a criar um mundo fictício. Outras línguas desse tipo incluiriam a Língua Antiga de Robert Jordan em sua série A Roda do Tempo e a língua klingon da série Star Trek, inventada por Marc Okrand. Observou-se que elas formam "um contexto sociolinguístico no qual identidades individuais e de grupo podem ser criadas".

### Publicação de artigos linguísticos
Duas revistas, Vinyar Tengwar, a partir do número 39 (julho de 1998), e Parma Eldalamberon, a partir do número 11 (1995), dedicaram-se exclusivamente à edição e publicação do vasto conjunto de artigos linguísticos inéditos de Tolkien. Textos gramaticais importantes, mencionados na série  História da Terra-média e descritos como quase ilegíveis ou bastante incompreensíveis, foram publicados nessas duas revistas. A "Gramática do Qenya Inicial", escrita por Tolkien por volta de 1925, foi editada e publicada no Parma Eldalamberon nº 14.

### Estudos acadêmicos
Em 1992, segundo o estudioso de Tolkien Carl F. Hostetter [en], o pesquisador Anthony Appleyard [en] fez "a primeira tentativa abrangente (...) de sistematizar a gramática do quenya à luz das novas informações publicadas em História da Terra-média, especialmente em As Etimologias [en], em seu artigo 'Quenya Grammar Reexamined'". Hostetter comentou que, até 2007, o trabalho de Appleyard era útil principalmente por resumir as atitudes em relação às línguas de Tolkien naquela época. Ele o caracterizou como:
1. Buscando rotular e descrever uma função única para cada "inflexão gramatical", como o chamado "caso respectivo [en]";[16]
2. Tentando "preencher lacunas" que um linguista de inglês ou latim poderia esperar;[16]
3. Buscando evitar "(supostos) 'conflitos' e 'ambiguidades'";[16]
4. Estando disposto a "rejeitar ou até atribuir a erro autoral" formas gramaticais que pareciam não se encaixar;[16]
5. Buscando completar ou expandir as línguas criando novas formas;[16]
6. Estando disposto a declarar palavras ou formas iniciais de Tolkien como "obsoletas" se formas posteriores parecessem ter os mesmos significados;[16]
7. Estando disposto a mesclar formas de diferentes estágios de Tolkien quando parecessem "úteis".[16]

Em 2008, o linguista computacional Paul Strack criou o Modelo de Dados Élficos (abreviado como "Eldamo") para fornecer um léxico – tanto um dicionário quanto uma análise do desenvolvimento linguístico – de todas as línguas de Tolkien (apesar do nome, não se limitando às línguas élficas). O Eldamo organiza o trabalho criativo de Tolkien em três períodos reais: até 1930 ("Inicial"); de então até 1950 ("Médio"); e de então até 1973 ("Tardio"). Formas do quenya aparecem em cada um desses períodos, conforme segue:
| Antigo (1910 a 1930)                  | Médio (até 1950)                                                 | Tardio (até 1973)                              |
| ------------------------------------- | ---------------------------------------------------------------- | ---------------------------------------------- |
| Élfico primitivo antigo Quenya antigo | Élfico primitivo médio Quenya Antigo Médio Quenya médio Lindarin | Élfico primitivo Quenya antigo Quenya Vanyarin |

O linguista Alexander Stainton publicou uma análise da estrutura prosódica do quenya em 2022.

### Uso do quenya
Tentativas de fãs de escrever em quenya começaram na década de 1970, quando o corpus total de élfico publicado consistia em apenas algumas centenas de palavras. Desde então, o uso do élfico floresceu em poemas, textos, frases, nomes e até tatuagens. No entanto, Tolkien nunca tornou suas línguas completas o suficiente para conversação. Como resultado, textos élficos recém-inventados exigem conjecturas e, por vezes, a criação de novas palavras. O uso do quenya expandiu-se ao longo dos anos com a criação de novas palavras, formando uma língua Neo-Quenya baseada no quenya original de Tolkien, mas incorporando muitos elementos novos.
O quenya e seu sistema de escrita tengwar têm aplicação limitada em trabalhos de hobby e de domínio público.

## História interna
As línguas élficas formam uma família de vários idiomas e dialetos relacionados. A seguir, apresenta-se uma breve visão geral da história interna fictícia do quenya tardio, conforme concebida por Tolkien. Tolkien imaginou uma sociedade élfica com uma língua vernácula para o uso cotidiano, chamada Tarquesta, e uma língua mais erudita, usada em cerimônias e no conhecimento tradicional, chamada Parmaquesta.
A estudiosa de Tolkien Verlyn Flieger [en] observou que o "grau de proximidade" com a luz dos Valar influenciou o desenvolvimento de ambas as línguas em termos de fonologia, morfologia e semântica. A divisão entre os Elfos da Luz e os Elfos Escuros, ocorrida durante o Cisão dos Elfos, reflete-se em suas respectivas línguas.

### Quendiano Primitivo
Inicialmente, os elfos compartilhavam uma língua comum, o Quendiano Primitivo, chamado Quenderin em Quenya. Entre os Eldar, ou seja, os elfos que empreenderam a Grande Marcha até Valinor e Eldamar, o Quendiano Primitivo evoluiu para o Eldarin Comum. Alguns dos Eldar permaneceram em Beleriand e tornaram-se os Elfos Cinzentos; sua língua desenvolveu-se no  Sindarin. A maioria dos outros Eldar continuou até Eldamar ("Lar dos Elfos") em Aman e fundou a grande cidade de Tirion, onde desenvolveram o quenya.
A forma mais antiga do quenya, registrada inicialmente nos sarati [en] de Rúmil, é chamada de Quenya Antigo ou Ancestral (Yára-Quenya em quenya). Em Eldamar, os Noldor e os Vanyar falavam dois dialetos ligeiramente diferentes, porém mutuamente inteligíveis, do Tarquesta: o Quenya Noldorin e o Quenya Vanyarin. Mais tarde, o Quenya Noldorin tornou-se o Quenya Exílico, quando a maioria dos elfos Noldor seguiu seu líder Fëanor ao exílio de Eldamar, retornando à Terra-média, onde os elfos imortais despertaram pela primeira vez.

### Uso por Elfos, Valar e Homens
O quenya era usado pelos Valar, seres divinos semelhantes a deuses. Os elfos incorporaram alguns empréstimos da língua dos Valar, chamada Valarin em quenya, embora esses fossem mais numerosos no dialeto Vanyarin do que no Noldorin. Isso provavelmente se devia à relação duradoura e próxima que os elfos Vanyarin mantinham com os Valar. O quenya falado pelos Vanyar também incluía várias palavras do Valarin que não apareciam no dialeto Noldorin, como tulka ("amarelo", do Valarin tulukha(n)), ulban ("azul", presumivelmente da mesma raiz que Valarin ul(l)u, significando "água") e nasar ("vermelho", forma original em Valarin não especificada).
De acordo com "Quendi e Eldar: Essekenta Eldarinwa", Quendya era o nome usual em Vanyarin dado à língua quenya, já que, nesse dialeto, os grupos consonantais ndy e ny permaneciam bem distintos. No Noldorin, ndy eventualmente evoluiu para ny. Tolkien explicou que "a palavra Quenya em si foi citada como exemplo (por exemplo, por Ælfwine), mas isso é um erro devido à suposição de que kwenya seria propriamente kwendya e derivada diretamente do nome Quendi 'Elfos'. Isso parece não ser o caso. A palavra é Quenya em Vanyarin, e sempre assim em Parmaquesta."
Os elfos do Terceiro Clã, ou Teleri, que chegaram a Eldamar depois dos Noldor e dos Vanyar, falavam uma língua diferente, mas estreitamente relacionada, geralmente chamada Telerin. Alguns elfos a consideravam apenas outro dialeto do quenya, mas os Teleri viam sua língua como distinta do quenya. Após a partida dos Vanyar da cidade de Túna, o Telerin e o Quenya Noldorin aproximaram-se.
Os Noldor rebeldes, que seguiram seu líder Fëanor até a Terra-média, falavam apenas quenya. Porém,  Elu Thingol, Rei dos Sindar de Beleriand, proibiu o uso do quenya em seu reino ao saber do massacre de elfos Teleri pelos Noldor. Ao fazer isso, ele restringiu a possibilidade de os Sindar enriquecerem e iluminarem sua língua com influências do quenya e acelerou a "diminuição e o empobrecimento espiritual" da cultura Noldorin. Nesse período, os Noldor já dominavam completamente o sindarin, enquanto os Sindar aprendiam o quenya lentamente. O quenya na Terra-média passou a ser conhecido como Quenya Exílico quando os Noldor finalmente adotaram o sindarin como sua língua nativa após a decisão de Thingol. Ele diferia do quenya de Aman principalmente no vocabulário, incorporando alguns empréstimos do sindarin, e também na pronúncia, refletindo mudanças sonoras que começaram entre os Noldor antes do exílio e fizeram o Quenya Noldorin divergir do Vanyarin. A mudança de z (< antigo s intervocálico) para r foi a mais recente no Noldorin, pertencendo ao Quenya Exílico inicial. As alterações gramaticais, porém, foram mínimas, pois as características de sua "língua antiga" eram cuidadosamente ensinadas.
A partir da  Segunda Era, o quenya foi usado cerimonialmente pelos Homens de Númenor e seus descendentes em  Gondor e Arnor para os nomes oficiais de reis e rainhas; essa prática foi retomada por Aragorn ao assumir a coroa como Elessar Telcontar. Na Terceira Era, o quenya tinha um status semelhante ao da língua latina na Europa medieval e era chamado de latim élfico por Tolkien.

## Fonologia
Tolkien descreveu a pronúncia das línguas élficas por elfos, homens e hobbits em várias fontes. A documentação sobre a fonologia do quenya tardio está contida no Apêndice E de O Senhor dos Anéis e no "Esboço de Fonologia", um dos textos de Tolkien, publicado em Parma Eldalamberon nº 19.
Tolkien baseou a pronúncia do quenya mais na pronúncia latina [en] do que na fonologia finlandesa [en]. Assim, o quenya não apresenta a harmonia vocálica nem a gradação consonantal [en] típicas do finlandês, e o acento nem sempre recai na primeira sílaba de uma palavra. Elementos finlandeses característicos, como as vogais anteriores ö, ä e y, estão ausentes no quenya, mas há semelhanças fonológicas, como a ausência de oclusivas surdas aspiradas ou o desenvolvimento das sílabas ti > si em ambas as línguas. A combinação de uma base latina com regras fonológicas finlandesas resultou em um produto que, em muitos aspectos, lembra o italiano, a língua românica moderna favorita de Tolkien.
As tabelas abaixo listam as consoantes (Q. ólamar) e vogais do quenya Noldorin coloquial tardio, ou seja, o quenya falado entre os Noldor exilados na Terra-média. Elas são representadas usando o Alfabeto Fonético Internacional, salvo indicação em contrário.

### Consoantes
O sistema consonantal do quenya possui seis principais pontos de articulação: labial (envolvendo os lábios), dental (envolvendo a língua e a parte posterior dos dentes), alveolar (envolvendo a língua e a crista alveolar da mandíbula), palatal (envolvendo a língua e a parte média do céu da boca), velar (envolvendo a parte posterior da língua e a parte posterior do céu da boca) e glotal (envolvendo as pregas vocais). A fricativa dental fricativa (/θ/) e a fricativa alveolar sonora (/z/) ocorrem nas variedades Vanyarin, mas foram gradualmente substituídas por /s/ e /r/, respectivamente, no Quenya Noldorin. Notavelmente, as oclusivas sonoras só ocorrem após nasais e líquidas, ou seja, não há /b, d, ɡ/ simples, mas apenas os grupos /mb, (lb,) nd, ld, rd, ŋɡ/, e esses aparecem apenas entre vogais. (Isso pode não ser verdade no Quenya Vanyarin, dado o termo Aldudénië, nome de um lamento pela morte das  Duas Árvores de Valinor composto por Elemmírë dos Vanyar.) As consoantes prenasalizadas [en] são proeminentes no quenya e possuem seus próprios tengwar. A tabela a seguir apresenta o inventário das consoantes Noldorin clássicas. O agrupamento de consoantes ocorre apenas nas partes centrais de uma palavra, exceto em combinações com as semivogais /w/ e /j/.
|           | Labial | Alveolar | Palatal | Velar | Glotal |
| --------- | ------ | -------- | ------- | ----- | ------ |
| Nasal     | m      | n        |         | ŋ     |        |
| Oclusiva  | p b    | t d      |         | k ɡ   |        |
| Fricativa | f v    | s        | (ç)     | x     | h      |
| Vibrante  |        | r        |         |       |        |
| Semivogal | (ʍ) w  |          | j       |       |        |
| Lateral   |        | l        |         |       |        |
A ortografia do quenya (usando o alfabeto latino) segue o AFI, mas utiliza ⟨c⟩ como alternativa a ⟨k⟩, escreve [ŋ] não seguido por outra velar como ⟨ñ⟩ (no quenya inicial, quando isso ainda ocorria, como em Ñoldor; caso contrário, é escrito ⟨n⟩), e representa as consoantes [ç ʍ] com os dígrafos ⟨hy hw⟩. Da mesma forma, os dígrafos ⟨ty ndy⟩ podem representar alofones oclusivos palatais [en] de [t ⁿd], ou seja, [c ⁿɟ], embora não sejam fonemas independentes. Além disso, ⟨h⟩ no grupo ⟨ht⟩ representa [ç] após ⟨e⟩ ou ⟨i⟩ e [x] após outras vogais. Em alguns casos, ⟨x⟩ foi usado para a combinação /ks/, como em Helcaraxë.

### Morfofonêmica e alofonia
Algumas consoantes são realizadas de forma diferente quando ocorrem em grupos com certas outras consoantes. Isso ocorre especialmente em grupos que envolvem as aproximantes /w, j/ ou a fricativa glotal /h/. Grupos em que a segunda consoante é /j/ são realizados como consoantes palatalizadas, e grupos em que a segunda consoante é /w/ são realizados como labializados. Grupos consonantais iniciados por /h/ são realizados como pré-aspirados e desvozeados.

#### Grupos palatais
A pronúncia do grupo ⟨hy⟩ no Quenya Noldorin é [ç], descrito como "um y surdo forte, semelhante, mas mais fricativo, que o som inicial em inglês huge". No Quenya Vanyarin, ⟨hy⟩ é pronunciado [ʃ].
Segundo Tolkien, o grupo /cj/ ⟨ty⟩ é pronunciado como "uma 'explosiva frontal' [c], como, por exemplo, o ty húngaro, mas seguido por um deslize de y parcialmente surdo perceptível".
Tolkien afirmou que o grupo ⟨ny⟩ é pronunciado como em inglês "new" [njuː]. No dialeto Vanyarin, ⟨ty⟩, ⟨dy⟩ e ⟨hy⟩ eram realizados como [tʃ], [dʒ] e [ʃ], respectivamente. Tolkien escreveu sobre ⟨py⟩: "No Quenya Vanyarin e entre alguns Ñoldor, o grupo ⟨py⟩ era pronunciado com um y surdo, ou seja, como [pç], que mais tarde no Vanyarin tornou-se [pʃ]"; cf. húngaro [en] lopj [lopç] 'roubar'.

#### Grupos labiais
O grupo ⟨hw⟩ é realizado como [ʍ], uma "fricativa w surda em espiral. É mais tensa, com uma abertura labial mais fechada e maior fricção do que o wh surdo do inglês". Segundo Tolkien, o grafema ⟨q⟩ ou ⟨qu⟩ é pronunciado como "um 'k' labializado seguido por um deslize de w parcialmente surdo", ou seja, /kʷ/.

#### Grupos glotais
Os grupos ⟨hl⟩ e ⟨hr⟩ são realizados como [ɬ] e [r̥], respectivamente, iguais a ⟨lh⟩ e ⟨rh⟩ em sindarin. Esses, assim como seus equivalentes em sindarin, derivam do Élfico Primitivo sl- e sr-. Os grupos consonantais primitivos sm- e sn- resultaram em ⟨m⟩ e ⟨n⟩ no quenya; sugere-se que houve uma etapa intermediária de ⟨hm⟩ e ⟨hn⟩, as versões surdas [m̥] e [n̥], no Eldarin Comum; essas logo se fundiram com as sonoras ⟨m⟩ e ⟨n⟩. As formas surdas hl e hr têm uma história complexa, que Tolkien descreve assim: "Entre os Noldor, hr, hl tornaram-se sonoros como r, l antes do Exílio, e o uso de r, l nesses casos era normal no Tarquesta falado, embora a grafia geralmente fosse mantida. Como mais tarde os Exilados estavam familiarizados com hr, hl surdos em sua fala sindarin, muitos deles restauraram esse som no Tarquesta, conforme a grafia tradicional. Os eruditos, claro, sempre mantiveram hr, hl na leitura ou recitação do Parmaquesta."

#### Simplificação de grupos
No período do Quenya Antigo tardio, quando vogais eram perdidas em palavras compostas longas, os grupos assim criados, ou as consoantes que se tornaram finais, eram, como regra, alterados ou reduzidos:
1. -m > -n;
2. todas as oclusivas > -t;
3. -d > -r;
4. -th > -t;
5. -nd > -n;
6. -mb, -ng > -n;
7. -ñ > -n;
8. qualquer combinação com s (como -ts, -st, -ss) > -s;
9. qualquer combinação com -ht > -t.

### Vogais
O quenya possui cinco vogais (quenya ómar), com distinção de comprimento. As vogais curtas são /a, e, i, o, u/, e as longas são escritas com um acento agudo como ⟨á, é, í, ó, ú⟩. A qualidade exata das vogais não é conhecida, mas sua pronúncia provavelmente é mais próxima das vogais "puras" do italiano e do espanhol do que das vogais diftongadas do inglês. Segundo Pesch, para as vogais /a, i, u/, as formas curta e longa têm a mesma qualidade vocálica, semelhante às vogais do finlandês ou do polonês. Mas, para as vogais /e, o/, as curtas são pronunciadas ligeiramente mais abertas, próximas de [ɛ] e [ɔ], respectivamente, enquanto as longas são pronunciadas como vogais semifechadas [eː] e [oː]. Essa interpretação baseia-se em uma declaração de Tolkien, afirmando que ⟨é⟩ e ⟨ó⟩, quando corretamente pronunciados pelos elfos, eram apenas um pouco "mais tensos e 'fechados'" que suas contrapartes curtas: "nem muito tensos e fechados, nem muito frouxos e abertos". Essa interpretação resulta em um sistema vocálico com 7 qualidades vocálicas diferentes e uma distinção de comprimento apenas nas vogais altas e baixas; esse sistema é representado na tabela 3.
|             | Anterior | Posterior |
| ----------- | -------- | --------- |
| Fechada     | i(ː)     | u(ː)      |
| Semifechada | eː       | oː        |
| Semiaberta  | ɛ        | ɔ         |
| Aberta      | a(ː)     | a(ː)      |

O Quenya Noldorin tardio possui 6 ditongos (quenya ohloni): /iu, eu, ai, au, oi, ui/. Todos são decrescentes, exceto /iu/ ([ju]), que é crescente. No Quenya Antigo, todos os ditongos eram decrescentes. Tolkien escreveu: "É provável que antes do Exílio o Vanyarin e o Noldorin [Quenya] em comum tenham mudado iu, ui para ditongos crescentes, (...) mas apenas /iu/ é relatado como um ditongo crescente [ju], semelhante ao início de yule em inglês [juːɫ]. Por outro lado, ui permaneceu no Quenya Exílico um ditongo decrescente, conforme relatado".

### Sílabas e acento
No quenya, o acento em uma sílaba é previsível e não fonêmico (ou seja, o significado de uma palavra nunca muda dependendo do acento), mas é parcialmente determinado pelo peso silábico [en]. Palavras de duas sílabas são acentuadas na primeira sílaba. Em palavras com três ou mais sílabas, o acento recai na penúltima sílaba se esta for pesada; caso contrário, recai na antepenúltima sílaba, isto é, a terceira a contar do fim. Essa regra de acentuação é idêntica ao padrão de acento encontrado no latim. No quenya, sílabas pesadas são aquelas que contêm uma vogal longa, um ditongo ou uma consoante final (formando, assim, um grupo consonantal intervocálico, como ll, ld, mm, ss, ny, ry, etc.). Em posição medial, hy e hw fecham uma sílaba no Parmaquesta, mas não no Tarquesta coloquial. O quenya também possui um acento secundário. A colocação do acento e a distinção entre sílabas pesadas e leves são importantes na versificação em quenya.
|   | Deslizamento | Deslizamento |
| - | ------------ | ------------ |
|   | Frente       | Trás         |
| i |              | ju           |
| e |              | ew           |
| a | aj           | aw           |
| o | oj           |              |
| u | uj           |              |

### Fonotática
Tolkien também elaborou regras fonotáticas para o quenya tardio, que governam a maneira como os sons podem ser combinados para formar palavras:
- Apenas as seguintes consoantes possuem formas geminadas fonemicamente, ou seja, consoantes alongadas: pp, tt, cc, mm, nn, ss, ll, rr. (No entanto, a palavra em quenya para "morte" é effírië,[34] apresentando um f geminado.): Essas ocorrem apenas em posição medial. As oclusivas geminadas pp, tt, cc são aspiradas.[T 28]
- Tolkien escreveu que no Eldarin Comum, como consoantes finais, apenas as "dentais t, s, d, th, n, r, l (todas frequentes, exceto th) e a nasal labial m (frequente). Além disso, a combinação -nt (embora geralmente uma fusão de mais de um elemento flexional) parece também ter sido permitida; possivelmente também st. Nenhum outro grupo consonantal era tolerado. y, w não estão incluídos, pois naturalmente assumiam as formas silábicas i, u como elementos sufixados." Esses evoluíram do Eldarin Comum para o quenya, como Tolkien explica na mesma página: m > n; t, n, r e s permaneceram sem alteração; o th final do Eldarin Comum tornou-se t no quenya e o d final > r, resultando na seguinte "lista de 'finais permitidos': n, r, l, s, t, nt permaneceu constante na percepção linguística do quenya".[T 29]
- O quenya tolera apenas as seguintes consoantes iniciais: p, t, c, f, s, h, hy, hw, m, n, ñ, v, l, hl, r, hr, y, w.[T 30]
- O quenya tolera apenas os seguintes grupos iniciais: :: x, ps, ty, ny, ly, qu, ñw (tornou-se nw no Quenya Noldorin).[T 30]
- O quenya tolera apenas os seguintes grupos biconsonantais mediais (os especialmente comuns estão em negrito): ht, lc, ld, lf, lm, lp, lqu, lt, lv, lw, ly, mb, mn, mp, my, nc, nd, ng, nt, nw (ñw apenas inicial), ny, ps, pt, qu, rc, rd, rm, rn, rp, rt, rs, rv, rw, ry, sc, st, sw, ts, tw, ty, x.[29]
- O quenya não tolera combinações triconsonantais (ou mais longas), exceto c, h, g seguidos de w, ou h, t, d seguidos de y. Assim, o quenya permite apenas os seguintes 12 grupos triconsonantais: nqu, lqu, rqu, squ, ngw, rhw, nty, lty, hty, rty, sty, lhy.
- Diferenças na pronúncia de triconsonantes: 
  - hty qya no Quenya Noldorin, qya no Quenya Vanyarin,[T 31]
  - sty qya no Quenya Noldorin, qya no Quenya Vanyarin (cf. ść vs. szcz em polonês).[T 32] Em todos os outros casos, y e w tornaram-se silábicos i, u após os grupos consonantais.[T 33]
- O quenya não tolera a combinação de duas oclusivas diferentes. "Onde essas ocorriam antigamente, como em pt, ct, uma das duas, ou ambas, tornava-se aberta e espirantal."[T 33]
- Assim como no sindarin, a combinação ft é evitada.[T 31]

## Gramática
A gramática do quenya é aglutinante e predominantemente sufixal, ou seja, diferentes partículas da palavra são unidas por meio de sufixos. Possui classes básicas de palavras: verbos, substantivos, pronomes/determinantes, adjetivos e preposições. Os substantivos são flexionados para caso e número. Os verbos são flexionados para tempo e aspecto, e para concordância com sujeito e objeto. No quenya inicial, os adjetivos concordavam com o substantivo que modificavam em caso e número, mas no quenya tardio essa concordância desaparece.

### Substantivos
Os substantivos em quenya podem ter até quatro números: singular, plural geral ("plural 1"), plural particular/partitivo [en] ("plural 2") e dual. No Quenya Tardio Tarquesta, o plural é formado por um sufixo adicionado à forma subjetiva do substantivo: para o "plural 1", o sufixo é -i ou -r; para o "plural 2", o sufixo é -li. Os substantivos em quenya são declinados para caso. O Quenya Parmaquesta possui dez casos. Esses incluem os quatro casos primários: nominativo, acusativo, genitivo e instrumental; três casos adverbiais: alativo (do qual o dativo é uma forma abreviada), locativo (também com uma forma abreviada) e ablativo; e um caso possessivo ou adjetival. O acusativo, no entanto, era usado apenas no Parmaquesta e foi substituído pelo nominativo no quenya coloquial tardio.

### Adjetivos
No Quenya Tardio, as terminações singular dos adjetivos são -a, -ë, -ëa, e uma forma rara -in, que pode ser vista como uma abreviação de -ina. As formas plurais correspondentes são -ë, -i, ië e possivelmente -inë. Esta última, porém, não é atestada. Os adjetivos em quenya podem ser usados livremente como substantivos, caso em que também são flexionados como substantivos: por exemplo, vinya, "novo", pode ser usado como vinyar, "novos".

### Preposições e advérbios
No quenya, há muitas semelhanças de forma entre preposições e advérbios, pois o caso gramatical já determina a relação entre verbo e objeto. Assim:
an i falmali = i falmalinna(r) "sobre as muitas ondas"
A preposição an está relacionada à terminação de caso -nna.

### Pronomes
Como em todas as partes da gramática do quenya, o sistema pronominal passou por muitas revisões ao longo da vida de Tolkien, e o corpus disponível não foi sistematizado até que uma lista de terminações fosse publicada em Vinyar Tengwar nº 49, em 2007. No Quenya Tardio, os pronomes têm formas separadas ou independentes e formas sufixadas.
Os pronomes separados possuem uma forma curta e uma longa, usadas para pronomes enfáticos e normais, respectivamente. Exemplos da forma enfática incluem: emmë, elyë, entë (da 1ª à 3ª pessoa do plural). Esses pronomes disjuntivos enfáticos já estavam presentes no quenya inicial, mas diferiam das versões posteriores (por exemplo, plural: tûto, sîse, atta).
"Eu o amo" (ou "a amo") pode ser expresso em quenya como Melinyes ou Melin sé. "Eu os amo" seria, então, Melinyet ou Melin té (essas duas formas são reconstruídas).
Se um pronome for o sujeito de uma oração, ele se vincula ao verbo, seja como uma palavra separada imediatamente antes do verbo, seja como um sufixo após o verbo flexionado. Na forma sufixada, um -s (singular) e um -t (plural e dual) podem ser adicionados aos pronomes subjetivos longos como objetos da 3ª pessoa:
utúvie-nye-s, literalmente "encontrei-eu-isso", "Eu encontrei isso" (cf. o grito de Aragorn ao encontrar a muda da Árvore Branca.)
utúvie-lye-s, "Você encontrou isso/ele/ela".
utúvie-lye-t, "Você encontrou eles".
Há debates sobre se certos pronomes especiais atestados, masculinos e femininos, usados exclusivamente para descrever pessoas, ainda são aplicáveis ao Quenya Tardio como encontrado em O Senhor dos Anéis.

### Determinantes possessivos
Os determinantes possessivos (análogos aos ingleses my, his, etc.) são usados para indicar o possuidor do substantivo que determinam. Eles marcam a pessoa e o número do possuidor e são flexionados para concordar em número e caso com o substantivo ao qual estão ligados. Embora o inglês distinga entre possessores singular masculino e feminino (his vs. her), o Quenya Tardio geralmente não faz essa distinção.
"Como, pelo idioma do quenya, ao descrever as partes do corpo de várias pessoas, o número apropriado a cada indivíduo é usado, o plural de partes existentes em pares (como mãos, olhos, orelhas, pés) raramente é necessário. Assim, mánta 'sua mão' seria usado (eles ergueram) suas mãos (uma cada), mántat (eles ergueram) suas mãos (cada um ambas), e mánte não poderia ocorrer".
Ortanentë manta. "Eles ergueram suas mãos."
Ortaner manta. "Eles ergueram suas mãos."
Varda ortanë máryat. "Varda ergueu suas (duas) mãos."
A terminação plural usual é -r, como em hildinyar, "meus herdeiros".

### Demonstrativos
O demonstrativo faz uma distinção tripla entre as entidades às quais o falante se refere:
sina, "este";
tana, "aquele (ali)";
enta, "aquele (lá longe, distante de nós dois)".

### Verbos
Segundo Tolkien, "as flexões dos verbos [do Qenya] são sempre bastante regulares", e os verbos em quenya estão em uma forma pessoal ou uma forma impessoal. Geralmente, em linguística, um verbo impessoal é aquele que não pode ter um sujeito verdadeiro, pois não representa uma ação, ocorrência ou estado de ser de uma pessoa, lugar ou coisa específica. Não era assim que Tolkien pretendia o uso de "impessoal". Uma forma verbal impessoal é um verbo ao qual nenhum pronome foi anexado, como carë (sg.) ou carir (pl.); carin, "eu faço (habitualmente)", é uma forma pessoal (com -n, um sufixo curto para "eu, me"). Conforme explicado por Tolkien, os verbos em quenya são negados usando um "verbo negativo" ua- antes do verbo apropriado na forma de tempo impessoal.
Tolkien observou que "quando o pronome enfático é usado separadamente, o verbo não tem flexão (exceto para número)".
Finwë cára. " Finwë está fazendo (agora)."
Quendi cárar. "Os Elfos estão fazendo."
Cáranyë. "Eu estou fazendo."
Cárammë. "Nós estamos fazendo."
Essë cára. "Ele/Ela está (realmente) fazendo."
Emmë cárar. "Nós estamos (realmente) fazendo."
Os verbos do Quenya Tardio também possuem um morfema de concordância dual -t:
Nai siluvat elen atta. "Que duas estrelas brilhem."
No modo imperativo, pluralidade e dualidade não são expressas. Não há concordância. O verbo permanece no singular.
A cópula [en] no Quenya Tardio é o verbo na-. Tolkien afirmou que ela era usada apenas para unir adjetivos, substantivos e pronomes em afirmações (ou desejos) que declarassem (ou desejassem) que algo tivesse certa qualidade ou fosse idêntico a outro, e também que a cópula não era usada quando o significado era claro. Caso contrário, a cópula é omitida, o que pode gerar ambiguidade nos tempos quando não há contexto adicional:
Eldar ataformaiti, pode ser traduzido em português como "Os Elfos são ambidestros" ou "Os Elfos eram ambidestros".
A mára. "A é bom" ou "A era bom".

### Sintaxe
O quenya permite uma ordem de palavras flexível por ser uma língua flexionada, como o latim. Apesar disso, possui regras de ordem de palavras. A estrutura sintática usual é sujeito-verbo-objeto. O adjetivo pode ser colocado antes ou depois do substantivo que modifica.

## Vocabulário
Como muitos dos escritos de Tolkien sobre as línguas élficas permanecem inéditos, é difícil determinar o tamanho exato do vocabulário que ele criou. Até 2008, cerca de 25.000 palavras élficas haviam sido publicadas.
| Português   | Quenya       | Sindarin (equivalente) |
| ----------- | ------------ | ---------------------- |
| terra       | ambar, cemen | amar, ceven            |
| céu         | menel        | menel                  |
| água        | nén          | nen                    |
| fogo        | nár          | naur                   |
| homem       | nér          | benn                   |
| mulher      | nís          | bess                   |
| comer       | mat-         | mad-                   |
| beber       | suc-         | sog-                   |
| alto, ótimo | alta, halla  | beleg, daer            |
| pequeno     | pitya, titta | niben, tithen          |
| noite       | lóme         | dû                     |
| dia         | aurë, ré     | aur                    |

### Substantivos próprios
Os substantivos próprios em quenya são nomes de pessoas e coisas na Terra-média.
Estë "Descanso"; Indis "Noiva"; Melcor "Aquele que Surge em Poder"; Nessa "Juventude"; Varda "Sublime"; Voronwë "O Firme."
Aicanáro "Fogo Cruel"; Ancalimë "Senhora Muito Brilhante"; Curumo "Homem Astuto"; Fëanáro "Espírito de Fogo"; Olórin "(?)Sonhador"; Sauron "O Abominado."
Ainulindalë "Música dos Ainur"; Eldamar "Lar dos Eldar"; Helcaraxë "Mandíbulas de Gelo"; Ilúvatar "Pai de Todos"; Oron Oiolossë "Pico Sempre BrancodoNeve"; Ondolindë "Rocha do Canto"; Turambar "Mestre do Destino"; Valinor "Terra dos Vali", isto é, Valar; Vingilot "Flor de Espuma"; Yavanna "Doadora de Frutos."
Mar-nu-Falmar "Terra sob as Ondas"; Mindon Eldaliéva "Torre Altiva do Povo Élfico"; Quenta Silmarillion "Conto das  Silmarils."

### Algumas preposições e advérbios
- ala: [lugar] além de; [tempo] depois de.
- ama: para cima.

an: em direção a, sobre.
- et: para fora, de [com o substantivo complemento no caso ablativo].
- haila: [estático] muito além.
- haiya: longe, muito longe, distante.
- han: [adição] além de; acima e além, além de.
- ní: [sem tocar] abaixo, sob.
- no: 1. sob. 2. sobre. 3. depois de (em relação a lugar), atrás.
- nu: sob, abaixo.
- ono: 1. à frente, diante de [em todas as relações exceto tempo]. 2. depois de [somente em relação ao tempo].

### Saudações
A palavra usada como forma de tratamento educado para um elfo (homem ou mulher) é Tar. Entre os Númenorianos, tornou-se "Rei/Rainha" e era usada como forma de tratamento para um superior, especialmente um Rei ou uma Rainha; cf. Tarinya, usado pelo Príncipe Aldarion para se dirigir a seu pai, o Rei Tar-Meneldur.
- Namárië qya é uma forma reduzida do quenya á na márië, literalmente "esteja bem". É uma fórmula usada no Tarquesta para saudações e também para despedidas.[T 52]
- A fórmula mais usual usada pelos Noldor para saudar uns aos outros é (Hara) máriessë! "(Permaneça) em felicidade!"[T 52] Em O Senhor dos Anéis, o hobbit Frodo Baggins usou outro endereço de boas-vindas: Elen síla lúmenn' omentielmo!, corrigido por Tolkien na Segunda Edição para Elen síla lúmenn' omentielvo! Esta era uma fórmula tradicional em um estilo elevado, usada entre pessoas que se cruzavam em caminhos: "Uma estrela brilha sobre a hora do encontro de nossos caminhos".[T 53]

- A fórmula mais usual usada pelos Noldor em despedidas é Áva márië! "Vá felizmente!", ou Márienna! "Para a felicidade!".[T 52]

### Numerais
Segundo Christopher Tolkien, "os Eldar usavam dois sistemas de numerais: um de seis (ou doze) e um de cinco (ou dez)." Isso representa uma contagem duodecimal (base 12) e um sistema decimal. A palavra em quenya criada por J. R. R. Tolkien para o 'sistema decimal de contagem' é maquanotië - "contagem com as mãos".
Os números conhecidos de 1 a 20 são apresentados abaixo; aqueles do quenya inicial ("Early Qenya Grammar") estão em negrito.
| Números cardinais | Números cardinais           | Números cardinais | Números ordinais | Números ordinais       | Números ordinais | Números fracionários | Números fracionários            | Números fracionários |
| No.               | Quenya                      | English           | No.              | Quenya                 | English          | No.                  | Quenya                          | English              |
| ----------------- | --------------------------- | ----------------- | ---------------- | ---------------------- | ---------------- | -------------------- | ------------------------------- | -------------------- |
| 1                 | min                         | Um                | 1º               | minya                  | Primeiro         | 1/1                  | kaina, quanta                   | Inteiro              |
| 2                 | atta, tata                  | Dois              | 2º               | attëa, tatya           | Segundo          | 1/2                  | peresta, perta                  | Um meio              |
| 3                 | neldë, nel                  | Três              | 3º               | neldëa, nelya          | Terceiro         | 1/3                  | nelesta, neldesta, nelta, nelsa | Um terço             |
| 4                 | canta, can                  | Quatro            | 4º               | cantëa                 | Quarto           | 1/4                  | canasta, casta, cansat          | Um quarto            |
| 5                 | lempë, lemen, maqua         | Cinco             | 5º               | lempëa                 | Quinto           | 1/5                  | lepesta, lepsat                 | Um quinto            |
| 6                 | enquë                       | Seis              | 6º               | enquëa                 | Sexto            | 1/6                  | enquesta                        | Um sexto             |
| 7                 | otso                        | Sete              | 7º               | otsëa                  | Sétimo           | 1/7                  | otosta, osta, otsat             | Um sétimo            |
| 8                 | toldo, tolto                | Oito              | 8º               | toldëa, toltëa         | Oitavo           | 1/8                  | tolosta, tosta, tolsat          | Um oitavo            |
| 9                 | nertë                       | Nove              | 9º               | nertëa                 | Nono             | 1/9                  | neresta, nesta, nersat          | Um nono              |
| 10                | quëan, quain, maquat        | Dez               | 10º              | quainëa                | Décimo           | 1/10                 | *quaista, caista                | Um décimo            |
| 11                | minque                      | Onze              | 11º              | *minquëa, minquenya    | Décimo primeiro  | 1/11                 | minquesta                       | Um onze avos         |
| 12                | yunquë, rasta               | Doze              | 12º              | *yunquëa, *rastëa      | Décimo segundo   | 1/12                 | yunquesta, *rastasta            | Um doze avos         |
| 13                | *nelquë, quainel, yunquenta | Treze             | 13º              | *nelquëa, *yunquentëa  | Décimo terceiro  | 1/13                 | *nelquesta, *yunquentesta       | Um treze avos        |
| 14                | canquë, quaican             | Quatorze          | 14º              | *canquëa               | Décimo quarto    | 1/14                 | *canquesta                      | Um quatorze avos     |
| 15                | lepenquë, quailepen         | Quinze            | 15º              | *lepenquëa             | Décimo quinto    | 1/15                 | *lepenquesta                    | Um quinze avos       |
| 16                | enenquë, quainquë           | Dezesseis         | 16º              | *enenquëa              | Décimo sexto     | 1/16                 | *enenquesta                     | Um dezesseis avos    |
| 17                | otoquë                      | Dezessete         | 17º              | *otoquëa               | Décimo sétimo    | 1/17                 | *otoquesta                      | Um dezessete avos    |
| 18                | tolquë, nahta               | Dezoito           | 18º              | *tolquëa               | Décimo oitavo    | 1/18                 | *tolquesta                      | Um dezoito avos      |
| 19                | neterquë, húkea             | Dezenove          | 19º              | *neterquëa, hukaiya    | Décimo nono      | 1/19                 | *neterquesta                    | Um dezenove avos     |
| 20                | *yuquain, yukainen          | Vinte             | 20º              | *yuquainëa, yukainenya | Vigésimo         | 1/20                 | *yuquaista, yukainentya         | Um vinte avos        |

Outras palavras numéricas atestadas incluem esta e inga para 'primeiro'. Tolkien estava insatisfeito com esta, e a definição está marcada com uma interrogação nas "Etimologias". Maqua significa especificamente um grupo de cinco objetos, semelhante à palavra inglesa "pentad"; da mesma forma, maquat "par de cincos" refere-se a um grupo de dez objetos. A palavra yunquenta para treze significa literalmente "12 e mais um".
| Quenya           | Português                     | Quenya             | Português                           |
| ---------------- | ----------------------------- | ------------------ | ----------------------------------- |
| Min elen Er elen | Uma estrela Uma única estrela | Min Eleno Er eleno | De uma estrela De uma única estrela |
| Elen atta        | Duas estrelas                 | Elen atto          | De duas estrelas                    |
| Eleni neldë      | Três estrelas                 | Elenion neldë      | De três estrelas                    |
| Eleni canta      | Quatro estrelas               | Elenion canta      | De quatro estrelas                  |

| Número  | "Qenya"                          | Quenya           | Quenya            | Quenya                |
| Número  | "Qenya"                          | Cardinal         | Ordinal           | Fractional            |
| ------- | -------------------------------- | ---------------- | ----------------- | --------------------- |
| 20      | yukainen                         | *yuquain         | *yuquainëa        | *yuquaista            |
| 21      | min(ya) yukainen                 | *min yuquain     | *min yuquainëa    | *min yuquaista        |
| 2_      | _ yukainen                       | *_ yuquain       | *_ yuquainëa      | *_ yuquaista          |
| 30      | nel(de)kainen                    | *nelquain        | *nelquainëa       | *nelquaista           |
| 40      | kan(ta)kainen                    | *canquain        | *canquainëa       | *canquaista           |
| 50      | leminkainen                      | *lepenquain      | *lepenquainëa     | *lepenquaista         |
| 60      | enekkainen                       | *(en)enquain     | *(en)enquainëa    | *(en)enquaista        |
| 70      | otsokainen                       | *otoquain        | *otoquainëa       | *otoquaista           |
| 80      | tol(to)kainen                    | *tolquain        | *tolquainëa       | *tolquaista           |
| 90      | huekainen                        | *neterquain      | *neterquainëa     | *neterquaista         |
| 100     | tuksa pínea (lit. 'small gross') | *tuxa            | *tuxëa            | *tuxasta              |
| 100/144 | tuksa                            | *tuxa            | *tuxëa            | *tuxasta              |
| 200     | yúyo tuksa                       | *tuxa atta       | *tuxëa atta       | *tuxasta atta         |
| _00     | _ tukse                          | *tuxar _ *tuxe _ | *tuxëa _          | *tuxasta _            |
| 1k 103  | húmë tuksa kainen, tuksainen     | *húmë *quaituxa  | *húmëa *quaituxëa | *húmesta *quaituxasta |
| 2k      | yúyo húmi                        | *húmë atta       | *húmëa atta       | *húmesta atta         |
| _k      | _ húmi                           | *húmi _          | *húmëa _          | *húmesta _            |
| 106     | mindóre, sóra (Large number)     | *mindórë         | *mindórëa         | *mindóresta           |
| 109     | yundóre                          | *yundórë         | *yundórëa         | *yundóresta           |
| 1012    | neldóre                          | *neldórë         | *neldórëa         | *neldóresta           |
| 1015    | kantóre                          | *candórë         | *candórëa         | *candóresta           |
| 1018    | lemindóre                        | *lependórë       | *lependórëa       | *lependóresta         |
| 1021    | enqendóre                        | *enquendórë      | *enquendórëa      | *enquendóresta        |
| 1024    | otsondóre                        | *otondórë        | *otondórëa        | *otondóresta          |

Os numerais em "Qenya" acima de vinte mostram que as unidades menores vêm primeiro, min yukainen "21" sendo "um-vinte", o que reflete como são escritos em Tengwar.

## Sistemas de escrita
Na maior parte do tempo, Tolkien escreveu suas línguas inventadas usando o alfabeto latino, mas ele criou seus próprios sistemas de escrita para corresponder às histórias internas de suas línguas.

### Sistemas de escrita élficos

A palavra quenya escrita em tengwar de Fëanor usando o modo clássico

Tolkien imaginou diversos sistemas de escrita para seus elfos. O mais conhecido é o "Tengwar de Fëanor", mas o primeiro que ele criou, por volta de 1919, foi o "Tengwar de Rúmil", também chamado de sarati. Ele decidiu que, antes do Exílio, os elfos Noldorin usavam primeiramente os sarati de Rúmil para registrar o Quenya Antigo. Na Terra-média, o quenya parece ter sido raramente escrito usando as "runas élficas" ou cirth [en], chamadas certar em quenya.

### Alfabeto latino
A ortografia de Tolkien no alfabeto latino para o quenya era amplamente fonêmica, com cada letra correspondendo a um fonema específico na língua. No entanto, as vogais variavam em pronúncia dependendo de seu comprimento. Regras específicas para consoantes foram fornecidas no Apêndice E de O Senhor dos Anéis, por exemplo, a letra c é sempre pronunciada como k, qu representa kw, Orqui é Orkwi. A ortografia padrão de Tolkien para o quenya usa todas as letras do alfabeto latino, exceto j, k e z, juntamente com os sinais diacríticos de agudo e trema nas vogais; as letras ñ, þ e z aparecem apenas no quenya inicial. Ocasionalmente, Tolkien escreveu o quenya com uma ortografia ao "estilo finlandês" (em vez da versão latina-românica padrão), na qual c é substituído por k, y por j, e vogais longas são escritas duplicadas. O acento agudo marca vogais longas, enquanto o trema indica que uma vogal não faz parte de um ditongo, como em ëa ou ëo, e o e final é marcado com trema para lembrar os falantes de inglês que não é silencioso.

## Corpus
O poema "Namárië" é a peça mais longa em quenya encontrada em O Senhor dos Anéis, mas a primeira frase em quenya é dita por um hobbit, especificamente a saudação de Frodo aos elfos: elen síla lúmenn' omentielvo. Outros exemplos incluem as palavras de  Elendil ao chegar à Terra-média, repetidas por Aragorn em sua coroação: Et Eärello Endorenna utúlien. Sinomë maruvan ar Hildinyar tenn' Ambar-metta! ["Do Grande Mar à Terra-média eu vim. Neste lugar habitarei, eu e meus herdeiros, até o fim do mundo!"]. A saudação de  Barbárvore a Celeborn e Galadriel também é dita em quenya: A vanimar, vanimálion nostari ["Ó belos, pais de filhos belos"]. Outro fragmento é o grito de Sam ao usar o frasco de Galadriel contra  Shelob: Aiya Eärendil Elenion Ancalima! ["Salve, Eärendil, a mais brilhante das estrelas!"]. E em O Silmarillion, a frase Utúlie'n aurë! Aiya Eldalië ar Atanatári, utúlie'n aurë! ["O dia chegou! Eis, povo dos Eldar e Pais dos Homens, o dia chegou!"], é gritada por Fingon antes da Batalha das Lágrimas Inumeráveis.
Outros poemas em quenya recitados por Tolkien em público, mas nunca publicados em vida, são Oilima Markirya ["A Última Arca"], Nieninqe e Earendel, apresentados em sua palestra A Secret Vice [en] e publicados em 1983 em The Monsters and the Critics [en]. Um fragmento defeituoso do poema "Narqelion", escrito em quenya inicial ou élfico entre novembro de 1915 e março de 1916, foi publicado por Humphrey Carpenter em sua Biografia. Um fac-símile do poema inteiro foi publicado apenas em 1999.

### Obras de Tolkien
1. 1 2 3  (Tolkien 2010), Parma Eldalamberon nº 19, pp. 18–28
2. ↑  J. R. R. Tolkien, "LambEW: Lambion Ontale: Descent of Tongues", Tengwesta Qenderinwa 2, Parma Eldalamberon (18), p. 71: "Os elfos começaram a criar [uma língua] no início de seu ser, e ela é una com seu ser, pois era de sua natureza e o primeiro de todos os seus dons foi o de criar nomes e palavras."
3. 1 2  (Tolkien 2010), Parma Eldalamberon nº 19, p. 76.
4. ↑  Tolkien escreveu sobre o quenya: "Pode-se dizer que é composto com base no latim, com dois outros ingredientes (principais) que me dão prazer 'fonoestético': finlandês e grego". Carta nº 144. The Letters of J. R. R. Tolkien.
5. ↑  Parma Eldalamberon nº 14.
6. ↑  J. R. R. Tolkien, O Silmarillion, cap. 6 "De Fëanor e a Libertação de Melkor", ver também "Quenya" no Índice anotado, p. 346.
7. ↑  J. R. R. Tolkien, "Tengwesta Qenderinwa", Parma Eldalamberon 18, p. 72. "A estrutura mais antiga da língua comum a todos os Qendelie [raça élfica] não é conhecida pelos elfos, embora algumas coisas possam ser adivinhadas ou descobertas por aqueles que compararem umas com as outras as formas escritas das línguas eldarin de Valinor, juntamente com os registros dos Avari que nós, aqui em Eressëa, registramos nestes dias posteriores."
8. ↑  (Tolkien 1994), p. 421.
9. ↑  J. R. R. Tolkien, "Tengwesta Qenderinwa 2", Parma Eldalamberon (18), p. 75.
10. ↑  J. R. R. Tolkien, "Words, Phrases and Passages", Parma Eldalamberon 17, p. 128.
11. ↑  (Tolkien 1994), "Parte Quatro. Quendi e Eldar: Apêndice D. *Kwen, Quenya e as palavras élficas (especialmente Ñoldorin) para 'Língua': Nota sobre a 'Língua dos Valar'", p. 398.
12. ↑  (Tolkien 1994), p. 361.
13. ↑  (Tolkien 2010), Parma Eldalamberon nº 19, p. 93.
14. ↑  O Silmarillion, capítulo 15.
15. ↑  Parma Eldalamberon (17), p. 129.
16. ↑  J. R. R. Tolkien, O Senhor dos Anéis, Apêndice F: "Dos Elfos".
17. 1 2 3 4 5 6 7  (Tolkien 2010), Parma Eldalamberon nº 19, páginas 68-107.
18. ↑  The Letters of J. R. R. Tolkien, nº 223: "Permaneço apaixonado pelo italiano e me sinto bastante desolado sem a chance de tentar falá-lo."
19. ↑  Apenas consoantes fonêmicas são listadas. /ç/ e /ʍ/ são fonêmicos no Tarquesta, sendo distinguidos de /hj/ e /hw/ por não serem tratados como consoantes longas, mas são assim considerados no Parmaquesta e, portanto, podem ser vistos como a realização dos grupos /hj/ e /hw/. (Tolkien 2010), Parma Eldalamberon nº 19, p. 88.
20. 1 2 3  (Tolkien 2010), Parma Eldalamberon nº 19, p. 75.
21. 1 2  J. R. R. Tolkien, "Quenya Consonants", Parma Eldalamberon (22), p. 66.
22. ↑  (Tolkien 2010), Parma Eldalamberon nº 19, p. 74.
23. ↑  (Tolkien 2010), Parma Eldalamberon nº 19, p. 86.
24. ↑  (Tolkien 2010), Parma Eldalamberon nº 19, p. 79.
25. ↑  (Tolkien 2010), Parma Eldalamberon nº 19, p. 106.
26. 1 2  (Tolkien 2010), Parma Eldalamberon nº 19, p. 107.
27. ↑  (Tolkien 2010), Parma Eldalamberon nº 19, p. 88.
28. ↑  (Tolkien 2010), Parma Eldalamberon nº 19, p. 81.
29. ↑  (Tolkien 2010), Parma Eldalamberon nº 19, p. 80.
30. 1 2  (Tolkien 2010), Parma Eldalamberon nº 19, p. 103.
31. 1 2  (Tolkien 2010), Parma Eldalamberon nº 19, p. 84.
32. ↑  (Tolkien 2010), Parma Eldalamberon nº 19, p. 87.
33. 1 2  (Tolkien 2010), Parma Eldalamberon nº 19, p. 82.
34. ↑  J. R. R. Tolkien, "Words, Phrases and Passages in Various Tongues in The Lord of the Rings", Parma Eldalamberon (17), p. 135.
35. ↑  J. R. R. Tolkien, "Early Qenya Grammar", Parma Eldalamberon (14), p. 77.
36. ↑  "Quenya Pronominal Elements", Vinyar Tengwar (49), p. 51.
37. ↑  Parma Eldalamberon (17), p. 57.
38. ↑  Vinyar Tengwar (49), p. 15.
39. 1 2  J. R. R. Tolkien, "Words, Phrases and Passages in Various Tongues in The Lord of the Rings", Parma Eldalamberon (17), p. 110.
40. 1 2  J. R. R. Tolkien, O Senhor dos Anéis, O Retorno do Rei, "O Regente e o Rei".
41. ↑  Parma Eldalamberon (17), p. 161.
42. ↑  Do poema "Namárië" de J. R. R. Tolkien.
43. ↑  J. R. R. Tolkien, "Early Qenya Grammar", Parma Eldalamberon (14), p. 56.
44. ↑  Parma Eldalamberon (17), p. 144.
45. ↑  Parma Eldalamberon, (17), p. 76.
46. ↑  Vinyar Tengwar (49), p. 43.
47. ↑  J. R. R. Tolkien, "Words, Phrases and Passages in Various Tongues in The Lord of the Rings", Parma Eldalamberon (17), pp. 93–94.
48. 1 2  Vinyar Tengwar (49), p. 9.
49. ↑  Vinyar Tengwar (49), p. 7.
50. 1 2 3 4 5  O Silmarillion, "Índice" (anotado por Christopher Tolkien como glossário), pp. 313-365.
51. ↑  O Silmarillion, "Apêndice: Elementos em Nomes Quenya e Sindarin", tar-.
52. 1 2 3  Parma Eldalamberon (17), p. 162.
53. ↑  (Tolkien 1994), p. 367.
54. ↑  J. R. R. Tolkien "HFN – The words for 'hand' – The fingers", Vinyar Tengwar, nº 47, p. 10.
55. ↑  J. R. R. Tolkien, "The Etymologies" em The Lost Road, p. 356.
56. ↑  J. R. R. Tolkien, "NKE: manuscript text on neter 9, kanat 4, and enek 6", Vinyar Tengwar nº 47, p. 15.
57. ↑  J. R. R. Tolkien, O Senhor dos Anéis, Apêndice E, parte I.
58. ↑  The Letters of J. R. R. Tolkien, nº 230.
59. ↑  O Retorno do Rei, cap. 1.
60. ↑  J. R. R. Tolkien, O Silmarillion, capítulo 20.